# イ・サンユン
イ・サンユン（李 相侖、ハングル：이상윤、1981年8月15日 - 、）は、韓国の俳優。J,WIDEカンパニー所属。

## 人物・来歴
2000年、韓国の名門国立大であるソウル大学の自然科学部物理学科に入学。大学在学中に兵役に入り公益勤務要員として郵便局で服務中にスカウトを受け、2004年にモデルとしてデビュー。
2007年、MBCドラマ『エア・シティ』で俳優デビューを果たし、同じソウル大出身であることや新人ながらチェ・ジウの相手役を演じた事から「キム・テヒの男性版」と称され注目を集める。同年、KBSドラマ『憎くても可愛くても』で第36回韓国放送大賞で新人タレント賞を、2010年『楽しい我が家』でMBC演技大賞男性新人賞を受賞する。
2012年、韓国で最高視聴率47%を記録したドラマ『いとしのソヨン』で、イ・ボヨン演じるヒロイン・ソヨンの夫カン・ウジェ役を演じブレイク。
俳優業と学業の両立で休学復学を繰り返していたが、2013年にソウル大を卒業したことを発表した。
2014年、日本の漫画が原作の『LIAR GAME〜ライアーゲーム〜』で主演を務め、天才詐欺師ハ・ウジン（原作では秋山深一）を演じた。2015年、ドラマ『2度目の二十歳』でデビュー作以来8年ぶりにチェ・ジウと共演し相手役を務める。2016年、『空港に行く道』で大人のロマンスを演じ、KBS演技大賞で優秀演技賞と相手役のキム・ハヌルとベストカップル賞を受賞した。2018年、『アバウトタイム〜止めたい時間〜』で主演を務め、イ・ソンギョンとともにファンタジーラブロマンスを繰り広げた。
2019年、チャン・ナラと共演したラブサスペンスドラマ『VIP』が回を重ねるごとに視聴率を伸ばし最終回15.9％と高視聴率を記録。作品がSBS演技大賞で4冠に輝くなか、イ・サンユンも優秀演技賞を受賞した。
2013年からほぼ毎年、日本でのファンミーティングを開催してきたが、2020年は新型コロナウイルス感染症の流行により来日が叶わず、11月28日に初のオンラインによるファンイベントを開催した。

## 出演

### ドラマ
- エア・シティ（2007年、MBC） - キム・ジョンミン 役
- 憎くても可愛くても（2007年、KBS） - ソ・ウジン 役
- 神の天秤（朝鮮語版）（2008年、SBS） - キム・ウビン 役
- 愛してる、泣かないで（朝鮮語版）（2008年、MBC)  - チャン・ヒョヌ 役
- No Limit〜地面にヘディング〜（2009年、MBC） - チャン・スンウ 役
- 済衆院（2010年、SBS） - チ・ソギョン 役
- 美しき人生（2010年、SBS） - ヤン・ホソプ 役
- 楽しい我が家（朝鮮語版）（2010年、MBC) - カン・シヌ 役
- チャクペ〜相棒〜（2011年、MBC) - ギドン 役
- いとしのソヨン（朝鮮語版）（2012年、KBS2） - カン・ウジェ 役
- 火の女神ジョンイ（2013年、MBC） - 光海君 役
- エンジェルアイズ（朝鮮語版）（2014年、SBS） - パク・ドンジュ 役
- LIAR GAME〜ライアーゲーム〜（2014年、tvN） - ハ・ウジン 役
- 優しくない女たち（朝鮮語版）（2015年、KBS2） -
- 2度目の二十歳（2015年、tvN） - チャ・ヒョンソク 役
- 空港に行く道（朝鮮語版）（2016年、KBS2） - ソ・ドウ 役
- 耳打ち〜愛の言葉〜（朝鮮語版）（2017年、SBS） - イ・ドンジュン 役
- アバウトタイム〜止めたい時間〜（朝鮮語版）（2018年、tvN） - イ・ドハ 役
- VIP（朝鮮語版）（2019年、SBS） - パク・ソンジュン 役
- ワン・ザ・ウーマン（2021年、SBS）- ハン・スンウク役
- パンドラ 偽りの楽園（朝鮮語版）（2023年、tvN） - ピョ・ジェヒョン 役

### 映画
- セックスイズゼロ2（朝鮮語版）（2007年） - キジュ 役
- サンタバーバラ（朝鮮語版）（2014年） - キム・ジョンウ 役
- 消された女（朝鮮語版）（2016年） - ナ・ナムス 役
- ノンストップ（朝鮮語版）（2020年） - チルスン 役

## 受賞歴
- 第36回韓国放送大賞 タレント部門新人賞 - 『愛してる、泣かないで』（2009年）[5]
- MBC演技大賞男性新人賞 - 『楽しい我が家』（2010年）[1]
- 国文化芸能大賞ドラマ人気賞 - 『いとしのソヨン』（2012年）
- KBS演技大賞 ベストカップル賞 - 『いとしのソヨン』（2012年）[1]
- KBS演技大賞 ミニシリーズ部門優秀賞・ベストカップル賞 - 『空港に行く道』（2016年）[1]
- SBS演技大賞 ミニシリーズ優秀演技賞 - 『VIP』（2019年）[12]
- SBS演技大賞 最優秀演技賞 - 『One the Woman』(2021年）